# 極星

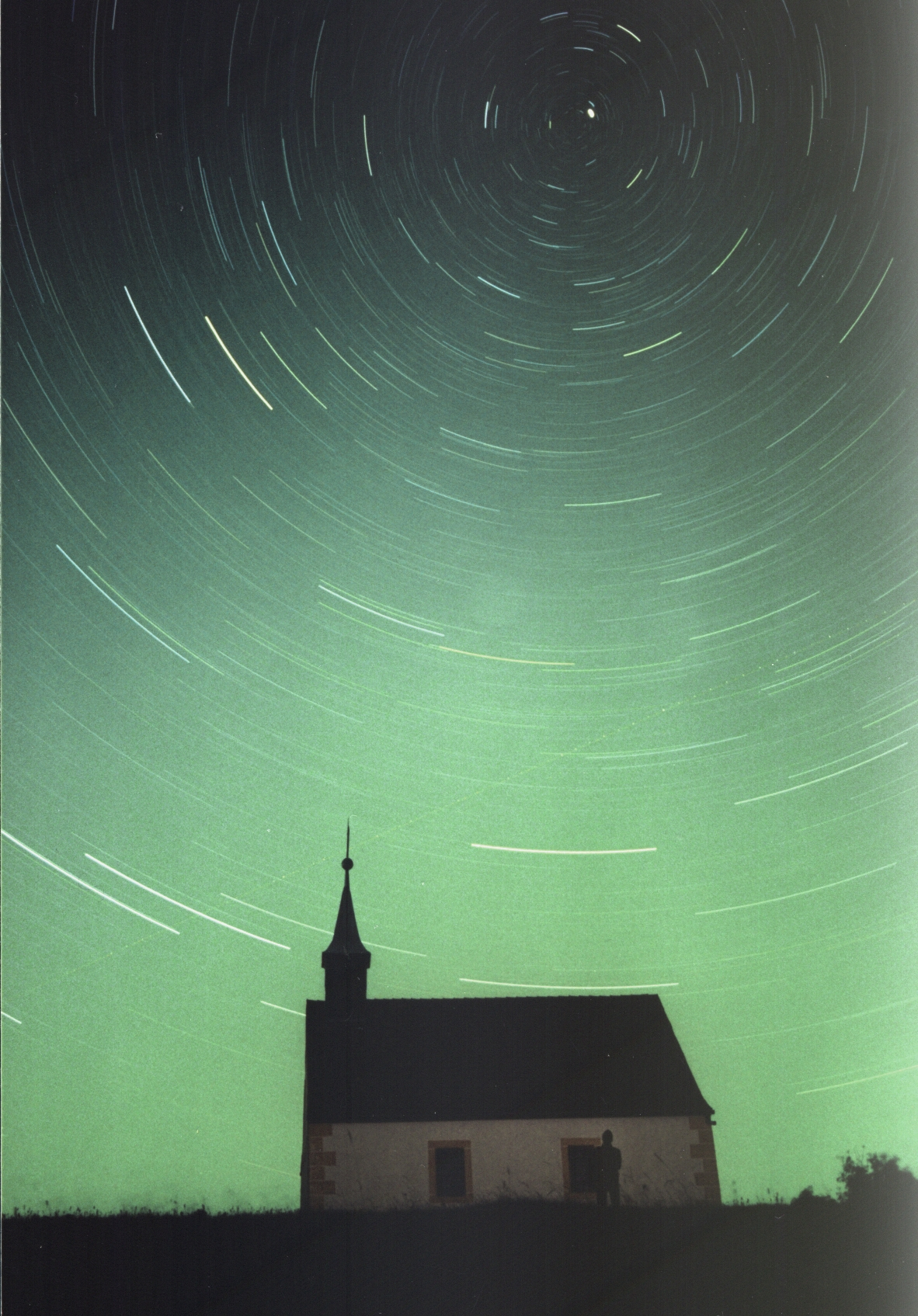
2001年9月8日にドイツのフランケン地方で周北星を撮影した45分間の長露光写真

極星（きょくせい、英語: pole star）は、天体の回転軸の延長上近くにある恒星で、明るい星が望ましいとされる。
21世紀初頭現在、地球の極星は、北側の北極星が2等星のこぐま座α星（ポラリス）、南側の南極星が5.5等星のはちぶんぎ座σ星である。紀元前1700年頃から紀元300年過ぎまでは、こぐま座β星（コカブ）とこぐま座γ星（フェルカド）が双子の北極星であったが、どちらも現在のポラリスほど天の北極に近くなかった。

## 歴史

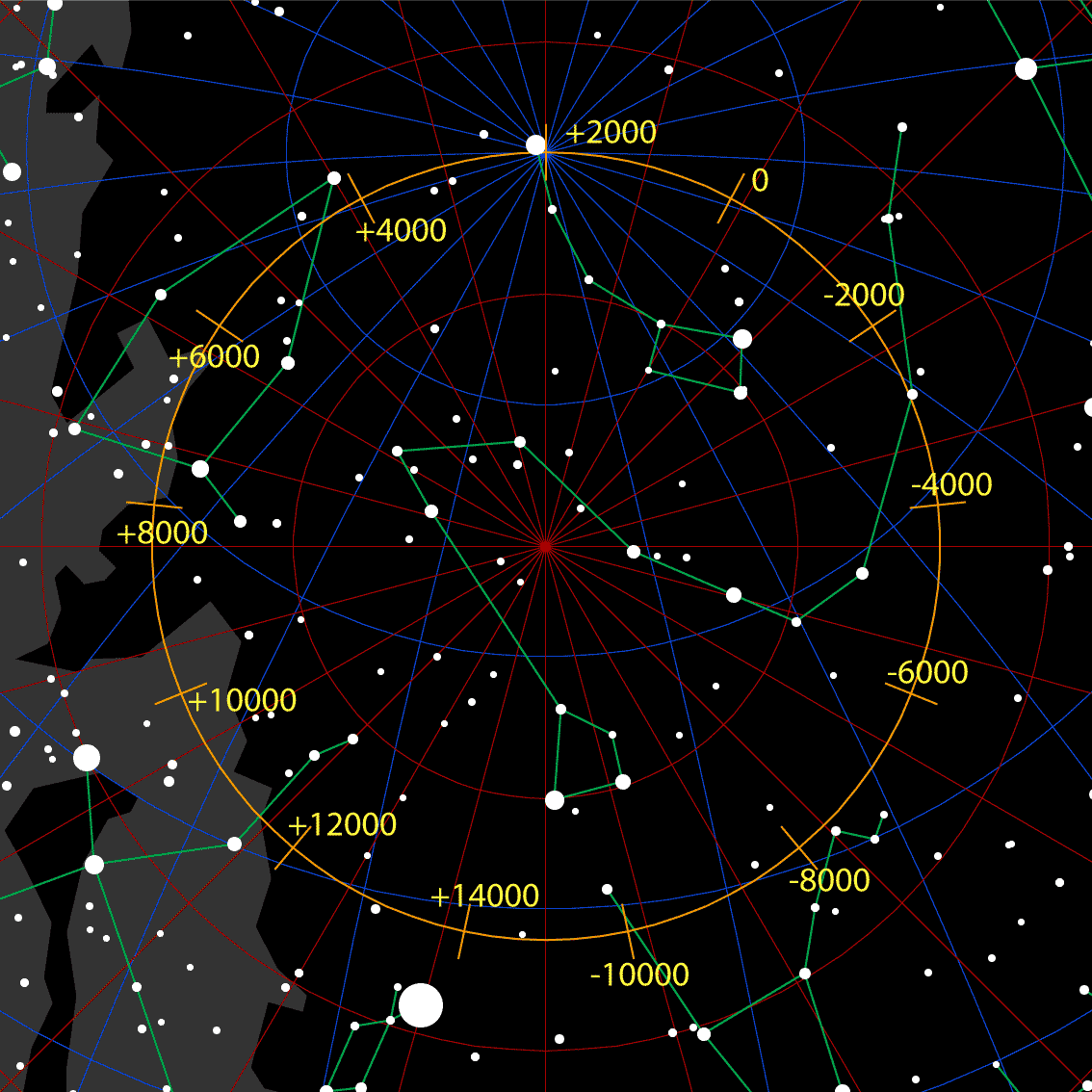
歳差による天の北極の移動

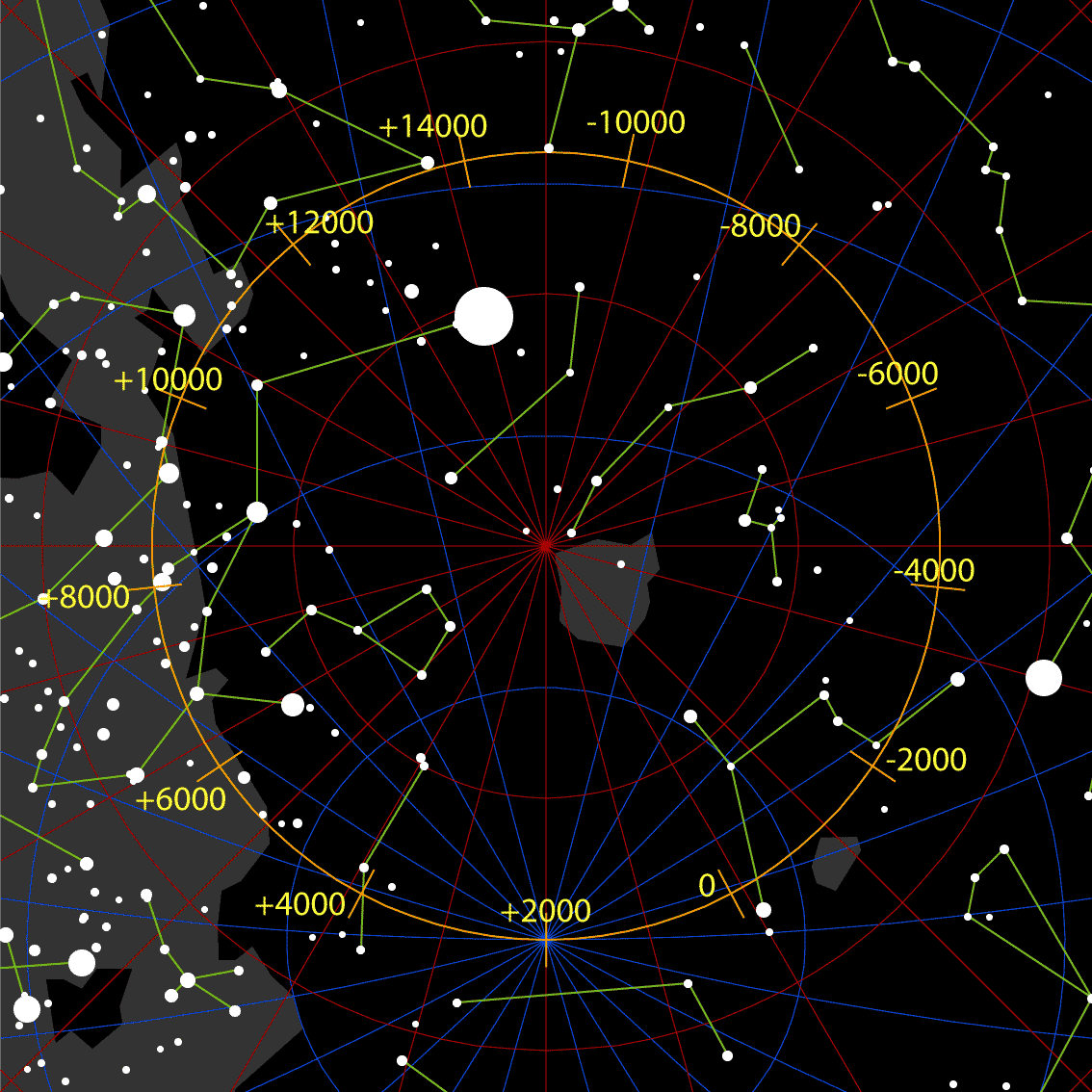
歳差による天の南極の移動

古典古代には、コカブがポラリスよりも天の北極に近い位置にあった。天の北極近くには、裸眼で見える星はなかったため、ポラリスとコカブの中間点を天の北極としていた。当時はCynosura（ギリシア語で「犬のしっぽ」）として知られていたこぐま座全体は、フェニキア人がナビゲーションのために用いていた。その後、cynosuraという言葉自体が、英語で「方角の指針」という意味を持つようになった。
ポラリスは、天の北極からまだ8°離れていた5世紀のストバイオスにより、「常に地平線上にあるもの」「常に輝くもの」という意味のaeiphanesと書かれた。10世紀のアングロ・サクソン・イングランドでは、ナビゲーションに用いられていたことから、「船の星」という意味のscip-steorraとして知られていた。プラーナ文献では、「不動の」を意味する「ドルヴァ」という名前で擬人化されていた。
ルネサンス期には、天の北極から何度かずれていることが認識されていたが、stella polarisという用語はこの頃に作られた。1547年には、ゲンマ・フリシウスがこの値を3°8′と決定した。海の星の聖母(stella maris)として聖母マリアを北極星と明示的に見なしてきたことは、Nicolaus Lucensisが1655年に出版したマリアの詩集のタイトルがCynosura seu Mariana Stella Polarisであることからも明らかである。

## 歳差運動

地軸の歳差

2012年10月には、ポラリスの赤緯は、+89°15′41.2″であった。そのため、常に天の北極を1°以内の精度で指し示し、また屈折やその他の要因を補正した後の真の地平線に対してなす角度は、観測者の緯度と1°以内の精度で一致する。2100年には、天の北極はポラリスに最も近づき、その後はさらに遠ざかる。
歳差運動のため、北極星の役割は、時間の経過とともに受け継がれていく。紀元前3000年には、りゅう座の暗い星であるりゅう座α星（トゥバン）であり、天の北極から0.1°以内と、肉眼で見える極星としては最も近くにあった。しかし、等級は3.67とポラリスの5分の1程度の明るさであり、21世紀現在の都市部では光害のため肉眼で見えづらくなっている。
紀元前1000年紀には、コカブが天の北極に最も近い明るい星だったが、極を指すと言えるほど近くはなく、ギリシアの探検家ビュアテスは紀元前320年頃に、天の極は星を欠いていると書いた。ローマ帝国時代には、天の極は、ポラリスとコカブからほぼ等距離にあった。
軸歳差は、一周するのに約25,770年かかる。歳差と固有運動を考慮したポラリスの平均位置は、2102年2月には、天の北極から0.4603°離れた+89°32′23″の最大赤緯に達する。章動と光行差を考慮に入れた見かけの赤緯の最大値は、2100年3月24日に天の北極から0.4526°離れた+89°32′50.62″に達する。
歳差運動により、次に天の北極に近くなるのは、ケフェウス座内の恒星である。3000年頃までには、ポラリスとケフェウス座γ星（エライ）からほぼ等距離になり、4200年頃に、エライは天の北極に最も近づく。5200年頃には、ケフェウス座ι星とケフェウス座β星が天の北極の両脇に来るようになり、その後、7500年頃に、2等星のケフェウス座α星（アルデラミン）が最も近い星になる。
その後ははくちょう座に移り、10000年紀には1等星のデネブが近くなるが、紀元前1000年紀のコカブがそうであったように、天の極から7°も離れており、極の方向を指し示すほど近くはならない。3等星のはくちょう座δ星は、11500年頃には、天の極から3°まで近づく。その後、13700年頃には、天の極から5°離れているものの、こと座に移動し、北天で2番目に明るい星であるベガが極星となる。
最終的に天の極はヘルクレス座に移動し、18400年頃には、ヘルクレス座タウ星を指す。さらにその後、天の極はりゅう座を経て、現在のこぐま座に戻る。27800年頃には、再びポラリスが極星となるが、固有運動のため、天の極との距離は現在よりも遠くなる。
地球の26000年周期の軸歳差の過程の中で、北半球から肉眼で見られる見かけの等級で+6等以上の明るい恒星が、北極星と呼ばれてきた。この間には、地上の観測者から肉眼で見えない恒星が天の極に近い位置にあることもあり、この間は、はっきりした北極星がない状態であった。また、北極星から真の天の北極までの角距離が5°を超え、だいたいの北の方角を示す役にしかたたない時期もあった。
現在の北極星であるポラリスから始まり、26000年周期での北極星と、北極星が存在しない場合には「北に近い」指標となる恒星の平均の光度や、天の極に最も近い時の角距離は、以下のとおりである。
| バイエル符号    | 固有名       | 見かけの等級 | 星座         | 天の極 | 備考                                                         |
| --------------- | ------------ | ------------ | ------------ | ------ | ------------------------------------------------------------ |
| こぐま座α星     | ポラリス     | 1.98         | こぐま座     | - 0.5° | 現在の北極星                                                 |
| ケフェウス座γ星 | エライ       | 3.21         | ケフェウス座 | - 3°   | 3100年頃、北極星になる。                                     |
| ケフェウス座ι星 |              | 3.51         | ケフェウス座 | - 5°   | ケフェウス座ベータ星と同時期に天の北極に近くなる。           |
| ケフェウス座β星 | アルフィルク | 3.51         | ケフェウス座 | - 5°   | 5900年頃、北極星になる。                                     |
| ケフェウス座α星 | アルデラミン | 2.51         | ケフェウス座 | - 3°   | 7600年頃、北極星になる。                                     |
| はくちょう座α星 | デネブ       | 1.25         | はくちょう座 | - 7°   | 10200年頃、北極星になる。                                    |
| はくちょう座δ星 | ファワーリス | 2.87         | はくちょう座 | - 3°   | 11600年頃、北極星になる。                                    |
| こと座α星       | ベガ         | 0.026        | こと座       | - 5°   | 紀元前11500年頃北極星であった。13700年頃、再び北極星になる。 |
| ヘルクレス座ι星 |              | 3.75         | ヘルクレス座 | - 4°   |                                                              |
| ヘルクレス座τ星 |              | 3.89         | ヘルクレス座 | - 1°   | 紀元前7400年頃北極星であった。18400年頃、再び北極星になる。  |
| りゅう座α星     | トゥバン     | 3.65         | りゅう座     | - 0.2° | 紀元前3000年頃に北極星であった。                             |
| りゅう座ι星     | エダシク     | 3.29         | りゅう座     | - 5°   |                                                              |
| りゅう座κ星     |              | 3.82         | りゅう座     | - 6°   | コカブと同時期に天の北極の近くにあった。                     |
| こぐま座β星     | コカブ       | 2.08         | こぐま座     | - 7°   | 紀元前1100年頃北極星であった。                               |

## 南極星

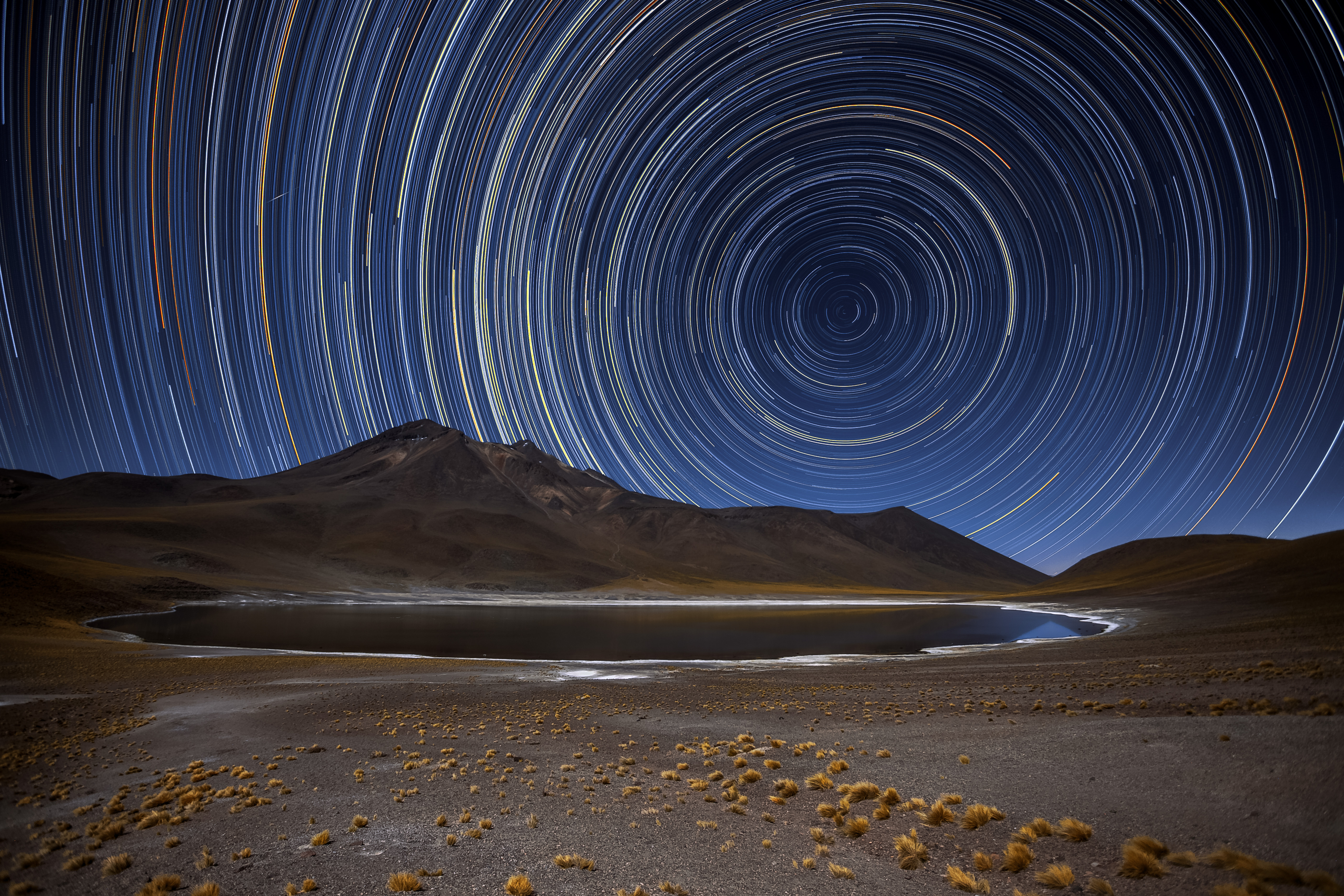
南の周極星（2016年、チリ）

現在、ポラリスのように有益な、いわゆる南極星は存在しない。はちぶんぎ座σ星は、天の南極に最も近い肉眼で見える星であるが、見かけの等級は5.47であり、晴れた夜にかろうじて見える程度であるため、ナビゲーションに使うには適さない。地球から294光年離れた位置にある黄色巨星で、天の南極からの角距離は、約1°である。みなみじゅうじ座は、「南に近い」位置を指し示し、実質的な南極星の役割を果たしている。
赤道上では、ポラリスとみなみじゅうじ座の両方を見ることができる。天の南極は、過去2000年ほど南極を示してきたみなみじゅうじ座に向かって移動しており、その結果、古代ギリシア時代のように北半球の亜熱帯地域からは見られなくなった。
紀元前200年頃には、3等星のみずへび座β星が天の南極に最も近い明るい星であった。紀元前2800年頃には、エリダヌス座の1等星アケルナルが、天の南極からわずか8°の位置にあった。
次の7500年間、天の南極は、カメレオン座γ星（4200年頃）、りゅうこつ座I星（HR 4102）、りゅうこつ座ω星（5800年頃）、りゅうこつ座υ星、りゅうこつ座ι星（8100年頃）、ほ座δ星（9200年頃）と移り変わる。18世紀から19世紀には、天の南極は、いわゆるニセ十字の中を動いていてた。14000年頃には、カノープスの赤緯が-82°となり、つまり南緯8°から北緯8°の間では、毎日上って沈むが、北緯8度線より北では、上らないことを意味する。
歳差と固有運動により、シリウスが将来の南極星になる。66270年頃には赤緯88.4°S、93830年頃には87.7°Sとなる。

## 他の惑星
他の惑星の極星も同様に定義され、理想的な環境で肉眼で見える6等星より明るい恒星で、惑星の自転軸の天球への延長上に近い位置にあるものを指す。自転軸の方向が異なるため、異なる惑星は異なる極星を持つ。
- 水星の南極星はがか座α星、北極星はりゅう座ο星である[21]。
- 金星の北極星はりゅう座41番星、天の南極に最も近いのはかじき座η1星である。なお金星は、自転軸がほぼ倒立している[22]。
- 月の南極星はかじき座δ星、北極星はりゅう座ο星である。なお、軸歳差のため、月の極は、18.6年ごとに天球上で小さな円を描く。1968年には、月の北極星はりゅう座ω星、1977年にはりゅう座36番星であった。
- 火星の天の南極から数°の範囲にある唯一の星は、ほ座κ星である。はくちょう座のはくちょう座γ星（サドル）とデネブは、火星の天の北極を指し示す[23]。
- 木星の天の北極から2°離れたところにりゅう座ζ星、南極から2°離れたところにかじき座δ星がある。
- 土星の南極星は、はちぶんぎ座δ星である。天の北極はケフェウス座の北方、ポラリスから約6°のところにある。
- 天王星の北極星は、へびつかい座η星である。南極星はオリオン座15番星である。
- 海王星の天の北極は、はくちょう座γ星とはくちょう座δ星の間を指し示す。南極星はほ座γ星である。

## 宗教と神話

北極星が描かれたウツヨキの紋章

中世には、ポラリスは航海のナビゲーションに使われていたことから、stella maris（海の星）として知られていた。
初期からマリア崇敬と結びつけられ、聖母マリアは「海の星の聖母」とも呼ばれた。この伝統は、ヒエロニムスがエウセビオスのオノマスティコンを誤読したことに由来する。ヒエロニムスは、マリアという名前の誤ったヘブライ語の語源として、stilla maris「海の雫」とした。このstilla marisは、後に誤ってstella marisとされ、この誤りはイシドールスの『語源』でも見られる。これは恐らくカロリング帝国時代に起こったもので、9世紀末のヒエロニムスの文書の写本では、未だstellaではなくstillaとなっているが、やはり9世紀末のパスカシウス・ラドベルトゥスは、「海の星」の暗喩に明確に言及し、マリアはキリストに続く「海の星」であり、「嵐に襲われた海の波の中で転覆しないように」と述べた。
マンダの宇宙学では、北極星は縁起が良いものと考えられ、「光の世界」と関連付けられる。マンダ教徒は、祈りの際に北を向き、寺院も北を向いている。一方、南は「闇の世界」と関連付けられる。
日本では、妙見菩薩は、北極星を神格化した姿とされる。
中国神話では、顓頊は北極星の神として言及される。
インド神話では、ヴィシュヌの帰依者のドルヴァとされ、ヴィシュヌによって不滅の星に姿を変えられたとされる。